# Kane
Kane (latinsko Cannae, zdaj Canne della Battaglia) je antična vas v deželi Apulija v jugovzhodni Italiji. Je frazione (civilna župnija) comune (občina) Barletta, nekdanje škofije, ki je danes latinskokatoliški naslovni sedež. 
Znana po znameniti bitki pri Kanah, danes v kraju imenovanem Canne della Battaglia (BT), trenutno lahko najdemo arheološke ostanke, ki so zelo zanimivi, nekatere hranijo tudi v muzeju v mestu.
V bližini so našli tudi ostanke apulijske vasi (vključno z menhirjem) in ostanke nekropole.

## Lega
Stala je v bližini reke Aufidus (sodobna reka Ofanto), na hribu na desnem (tj. južnem) bregu, 9,6 km jugozahodno od njenega ustja in 9 km jugozahodno od mesta Barletta.

## Zgodovina

### Prazgodovina
Prvi dokazi o Kanu segajo v konec kamene dobe. V podporo tej tezi je nekaj najdb, najdenih v bližini antičnega mesta, in sicer [[neolitik|neolitske]g jame, keramika in kipi, megalitski zidovi in menhir, odkriti leta 1938 med arheološkimi izkopavanji. Njeni robovi so popolnoma usmerjeni proti vzhodu. Posebna poravnava megalitskega kamna je povzročila več razmišljanj o njegovem izvoru, vključno s pomenom, ki so ga v antiki imele sončne religije, Diomedov tranzit, ki bi uporabljal ogromne kamne, kot je menhir, kot mejno črto glede na območje in končno nagrobni spomenik. Med 5000 pr. n. št. in 4000 pr. n. št. se zdi, da je območje Kana uživalo visoko demografsko gostoto, ki jo je spodbudila bližina reke Ofanto, ki je omogočala ribolov, lov in gojenje številnih vegetativnih vrst. O precejšnji prisotnosti hiš pričajo znatne količine keramičnih najdb, večinoma graviranih, najdenih na območju subopantine. Prvi ljudje, ki so prispeli na to območje, so uporabljali naravna zatočišča kot osebna bivališča, večinoma jame in okolja, vkopana v skalo, ki jih najdemo po vsej dolini Ofanto in na hribu San Mercurio blizu citadele Kane.  Nedaleč od hriba je okrožje San Lazzaro, nadaljnji relief v bližini starodavnega pons Cannarum, ki je Kane ločil od ozemlja Barletta.

### Protozgodovinska doba
Bivalna prisotnost je bila ugotovljena tudi pozneje, med bronasto in železno dobo, zlasti na območju Canne Fontanella in hriba San Mercurio, o čemer pričajo grobne jame in temelji koč. Izkopavanja, ki jih je izvedel Michele Gervasio, so izpostavila keramične in glinene elemente. Ob severnem bregu Ofanta so bila najdena naselja iz bronaste dobe, vključno s Pozzo di Canne, Canne Fontanella in Madonna del Petto ter samim Kanom. Vas Canne Fontanella je morala biti še posebej pomembna s stanovanjskega vidika. Pravzaprav so poleg resničnih koč našli tudi izkopine silosa za shranjevanje hrane, neprekinjene stenske elemente, verjetno ostanke starodavnih ograj ali temeljev primitivnih kamnitih hiš.

### Rimska doba
Tako kot številna apulijska mesta je tudi Kane nastal med 6. in 4. stoletjem pred našim štetjem. kot preprosta vas, naslednica prazgodovinskih naselij iz železne dobe, ki je v rimskih časih postala "Vicus" in rečni emporij mesta Canosa.
Znana je predvsem po bitki pri Kanah leta 216 pred našim štetjem, v kateri je številčno boljša rimska vojska doživela katastrofalen poraz od Kartažanov, ki jim je poveljeval Hanibal (glej Punske vojne). Obstaja precejšnja polemika o tem, ali je bitka potekala na desnem ali levem bregu reke.
Kasneje je kraj postal municipij, na hribu Monte di Canne pa še vedno obstajajo ostanki nepomembnega rimskega mesta. 

### Srednji vek
S padcem Zahodnega rimskega cesarstva je tudi mesto Kane utrpelo barbarsko opustošenje in so ga leta 547 med gotsko vojno uničile ostrogotske čete Totile. Po počasnem okrevanju se je mesto ponovno rodilo in še naprej živelo v senci Canose vse do njegovega uničenja leta 872 s strani Saracenov, tako pa je dobilo nov pomen tudi z ustanovitvijo škofije, v kateri je bil leta 1100 škof sv. Ruggero (zavetnik Barletta).
Zaradi svoje strateške lege je bilo mesto Kane prizorišče drugih bitk, vključno s tisto, ki se je zgodila 1. oktobra 1018 med Normani pod vodstvom Gilberta Drengota in jih je najel Melo di Bari, vodja apulijskih upornikov, in Bizantinci, ki jih je vodil catapano Basilio Boioannes, s katerim so izšli kot zmagovalci. Pod bizantinsko nadvlado je mesto Kane doživelo največje razcvet do leta 1083, ko ga je, prešel v posest Normanov, uničil Robert Guiscard, da bi se maščeval za upor, ki ga je vodil njegov nečak, baron Ermanno. Zdaj na kolenih se mesto ni moglo več pobrati.  Počasno, a neizprosno izseljevanje njenih meščanov je povzročilo, da se je večina od njih izselila v bližnje mesto Barletta. Leta 1276 je bilo  dokončno zapuščeno. Zato je leta 1303 njegovo ozemlje priključil Karel II Anžujski najprej ozemlju bližnje Canosa di Puglia in nato ozemlju Barletta. Kanesi, ki so se naselili v mestu Barletta, so zasedli starodavno vas San Giacomo extra mœnia z istoimensko cerkvijo iz 11. stoletja. Leta 1456 je bil celo kanski škofovski naslov združen z naslovom nazaretskih škofov, ki so prebivali v Barlettu, s čimer se je končalo tudi versko življenje naselja.

## Spomeniki in zanimivosti
- Citadela Canne della Battaglia: predstavlja ruševine starodavnega srednjeveškega mesta Kane.
- Antikvarij Canne della Battaglia: muzej, ki ga je spomladi 1958 odprl takratni minister za šolstvo Aldo Moro, dokumentira človeške naselbine na ozemlju od prazgodovinskega, klasičnega, apulijsko-grškega in srednjeveškega časa (bronasti in jantarni okraski, nagrobni predmeti, keramika, antefiksi, napisi, kovanci bizantinske dobe). Ima tudi bogato zbirko vaz Dauno-Peucezi, poslikanih z geometrijskimi vzorci, ki segajo v 4.-3. stoletje pred našim štetjem in prihajajo iz grobišča Kane.
- Termalni kompleks San Mercurio: med letoma 2002 in 2005 so bile opravljene arheološke raziskave na območju termalnega kompleksa San Mercurio, ki so odkrile cisterno z vodnim sistemom. Poleti 2008 je občinska uprava v dogovoru z Arheoklubom, Nadzornikom za arheološko dediščino Puglia in Direkcijo Antikvarija Canne della Battaglia spodbujala izobraževalno raziskovalno področje arheoloških izkopavanj, da bi obnovili in okrepili območje Cannese in zlasti zdraviliški kompleks.[9]
- Masseria Canne in Fontana di San Ruggero: Masseria je zdaj razpadla in je ena izmed mnogih starih podeželskih stavb na tem območju. V bližini same kmetije je vodnjak San Ruggero (12. stoletje), priča o pastirskem in kmečkem življenju srednjega veka, ki ga krasi vhodni portal iz 17. stoletja.